# Арвид Григулис
Арвид Григулис (на латвийски: Arvīds Grigulis) е латвийски драматург, преводач, литературовед, преподавател, сценарист, поет и писател на произведения в жанра драма, детско-юношеска литература, исторически роман и лирика.

## Биография и творчество
Арвид Петрович Григулис е роден на 12 октомври 1906 г. в Лимбажи, Лифляндска губерния, Руска империя (сега Латвия), в селско семейство. След завършване на средното си образование, в периода 1925 – 1929 г. работи като чиновник в пощата на Рига, а в периода 1929 – 1934 г. като служител на Централния фонд по здравеопазване. През 1937 г. завършва право в юридическия факултет на Латвийския университет. В периода 1937 – 1940 г. отново работи към пощата.
Започва да пише през 1927 г. като първото му стихотворение „История“ е публикувано в литературното приложение на социалдемократическия вестник. Участва в Работническия театър и изнася лекции по литература в Народната гимназия. Първата му стихосбирка „Reportiera piezīmes“ (Бележки на репортера) е публикувана през 1929 г. Първата му пиеса „Logs uz priekšpilsētu“ (Прозорец към предградията) е поставена през 1931 г. и публикувана през 1933 г.
Първият му роман „Cilvēki dārzā“ (Хора в градината) е издаден през 1940 г. След него е назначен на отговорни длъжности в съветските културни институции – редактор на репертоара на театрите в Министерството на обществените въпроси, отговорен секретар на списанието „Флаг“, ръководител на Националното издателство за фантастика.
В периода 1941 – 1945 г. участва във Великата отечествена война като военен репортер към дивизионния вестник „Латвийски стрелец“. Член е на въоръжените сили на Латвийския ССР. За участието си във войната е удостоен в много отличия.
След завръщането си в Рига през 1945 г. ръководи отдела за художествена литература в Националния съвет за издателство и печат, а след това в периода 1945 – 1947 г. е директор на литературния отдел на Драматичния театър. От 1948 г. до 1983 г. преподава и е ръководител на катедрата за латвийска литература на Латвийския университет.
След 1945 г. пише много пиеси, които се отличават с ярки сатирични образи и остър диалог. В тях той осмива буржоазните ценности и засяга темите за войната, труда и морала. За пиесата си „Māls un porcelāns“ (Глина и порцелан) е удостоен със Сталинска награда и е обявен за заслужен деятел на Латвийската ССР.
Автор е на мемоари, разкази за деца и младежи. През 1950 г. превежда на латвийски език епичната поема „Слово за похода на Игор“.
Член на КПСС от 1954 г. От 1978 г. е академик на Академията на науките на Латвийския ССР. Автор е на изследвания върху историята и теорията на литературата. През 1973 г. получава научната степен доктор на филологическите науки.
В периода 1962 – 1967 г. е главен редактор на Рижката киностудия.
През 1976 г. е обявен за „народен писател“ на Латвийска ССР. Депутат е във Върховния съвет на Латвийската ССР.
Арвид Григулис умира на 5 октомври 1989 г. в Рига, Латвия.

## Произведения

### Самостоятелни романи
- Cilvēki dārzā (1940)
- Kad lietus un vēji sitas logā (1964)

### Пиеси
- Logs uz priekšpilsētu (1933)
- Uz kuru ostu? (1945)
- Kā Garpēteros vēsturi taisīja (1946)
- Māls un porcelāns (1947) – държавна награда на Латвийската ССР
- Kramā ir uguns (1950)
- Profesors iekārtojas (1953)
- Karavīra šinelis (1955)
- Baltijas jūra šalc (1957)
- Nekur tā neiet kā pasaulē (1959)
- Savu lodi nedzird (1965)
- Šekspīrs mazgā traukus (1971)

### Поезия
- Reportiera piezīmes (1929)
- Imitācija un sirds (1931)
- Nogurušo namā (1934)
- Zemnīcā (1943)
- Vētrā (1946)
- Rudens lietus (1966)
- Vējš dzied ezera vītolos (1968)
- Otrie gaiļi (1970)
- Marginālijas angļu valodas vārdnīcā Amerikas ceļojuma laikā (1972)
- Uz balta zirga (1977)
- Ar saules puķi pie cepures (1983)

### Документалистика
- Vēstules dzejniecei Kamilai (1981) – държавна награда на Латвийската ССР
- Labvakar, Kamila! (1984)

### Детско-юношеска литература
- Третья бригада (1950)
- Пограничники, два мальчика и собака Марс (1952)
Граничарите, двете момчета и кучето Марс, изд.: „Народна младеж“, София (1954), прев. Ана Беливанова
- На улице Ленина горит свет (1953)

### Издадени на български език
- Огън край реката – сборник разкази, изд.: Профиздат, София (1968), прев. Мария Траянова

### Екранизации
- 1968 – „Когато дъждът и вятърът чукат на прозореца“, Kad lietus un vēji sitas logā
- 1972 – Peterss
- 1990 – „Хора в градината“, Cilvēki dārzā